# 백두대간

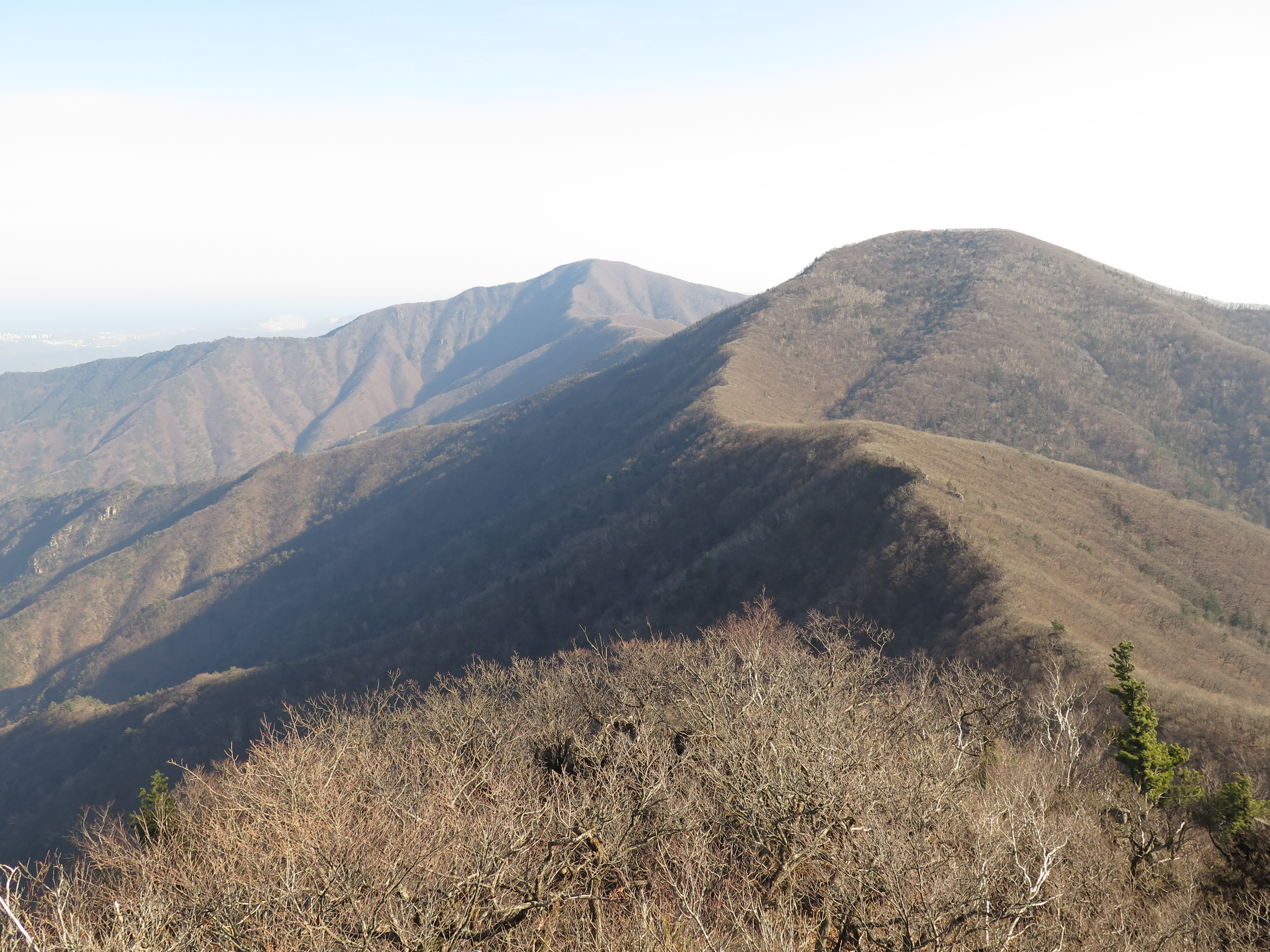
고적대 부근에서 바라본 백두대간 능선. 가까운 봉우리가 청옥산, 뒤쪽이 두타산.

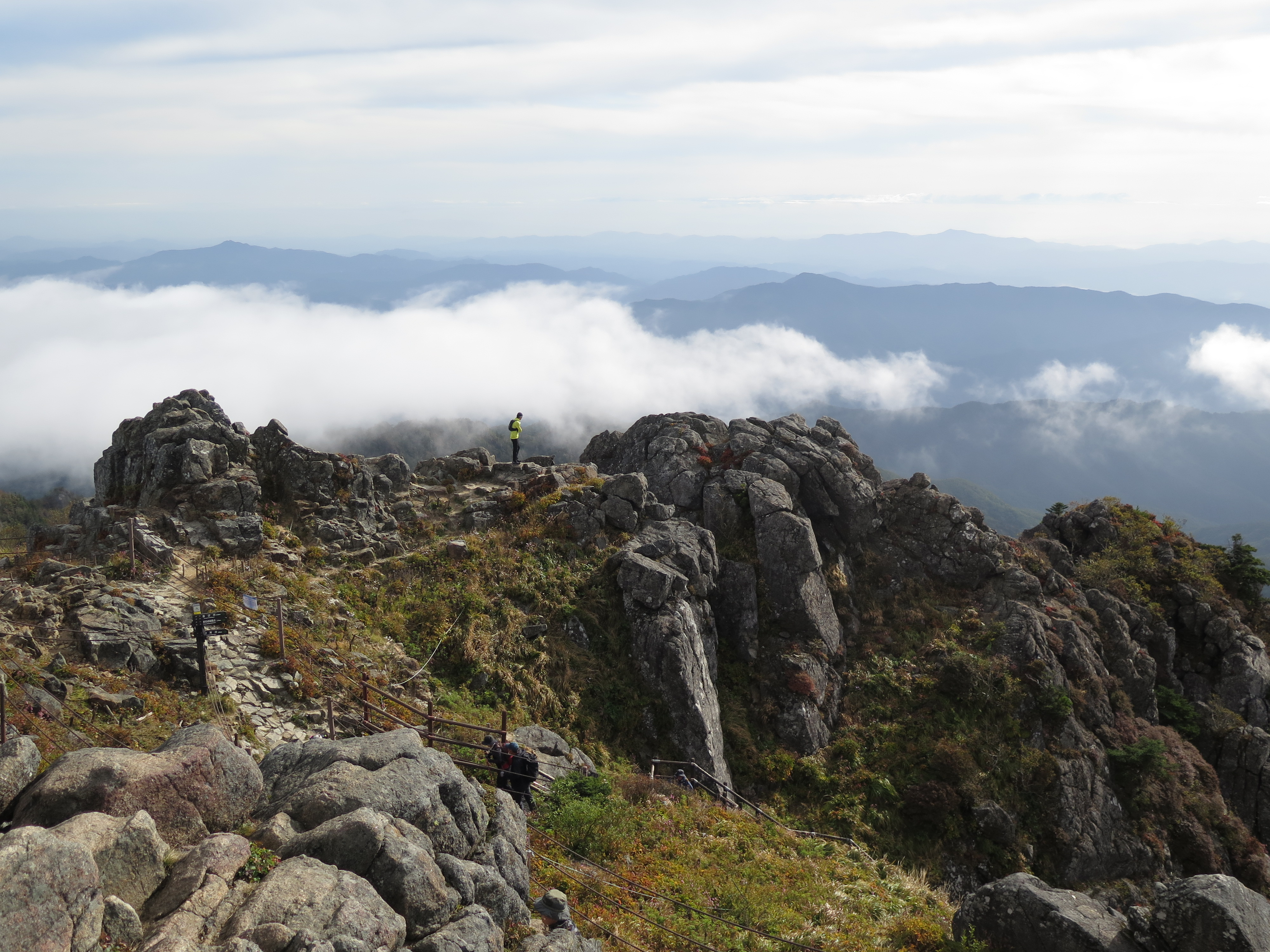
천왕봉에서 바라본 동쪽 전망

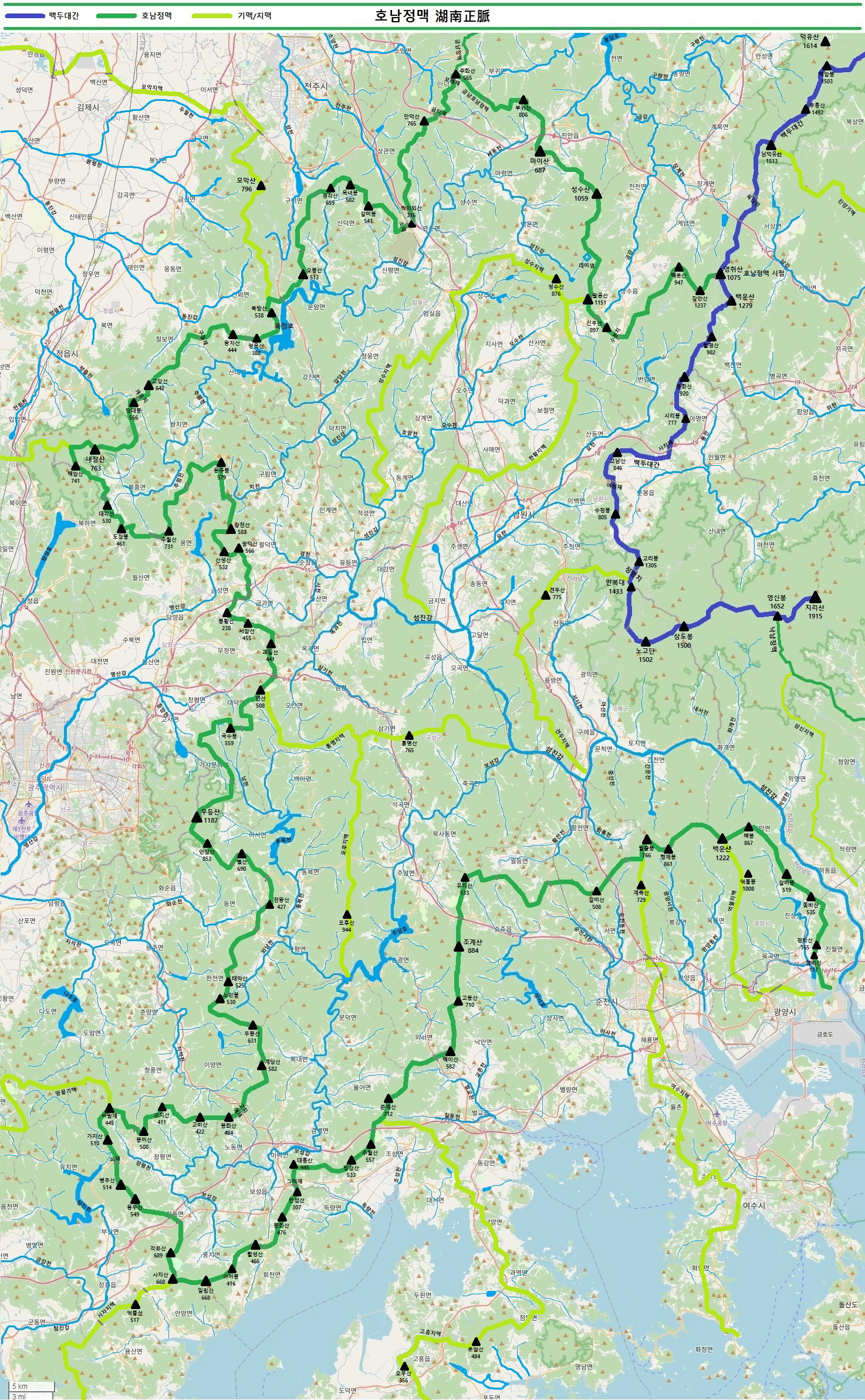
호남정맥 전 구간과 백두대간(덕유산~지리산 구간) 및 섬진강 수계

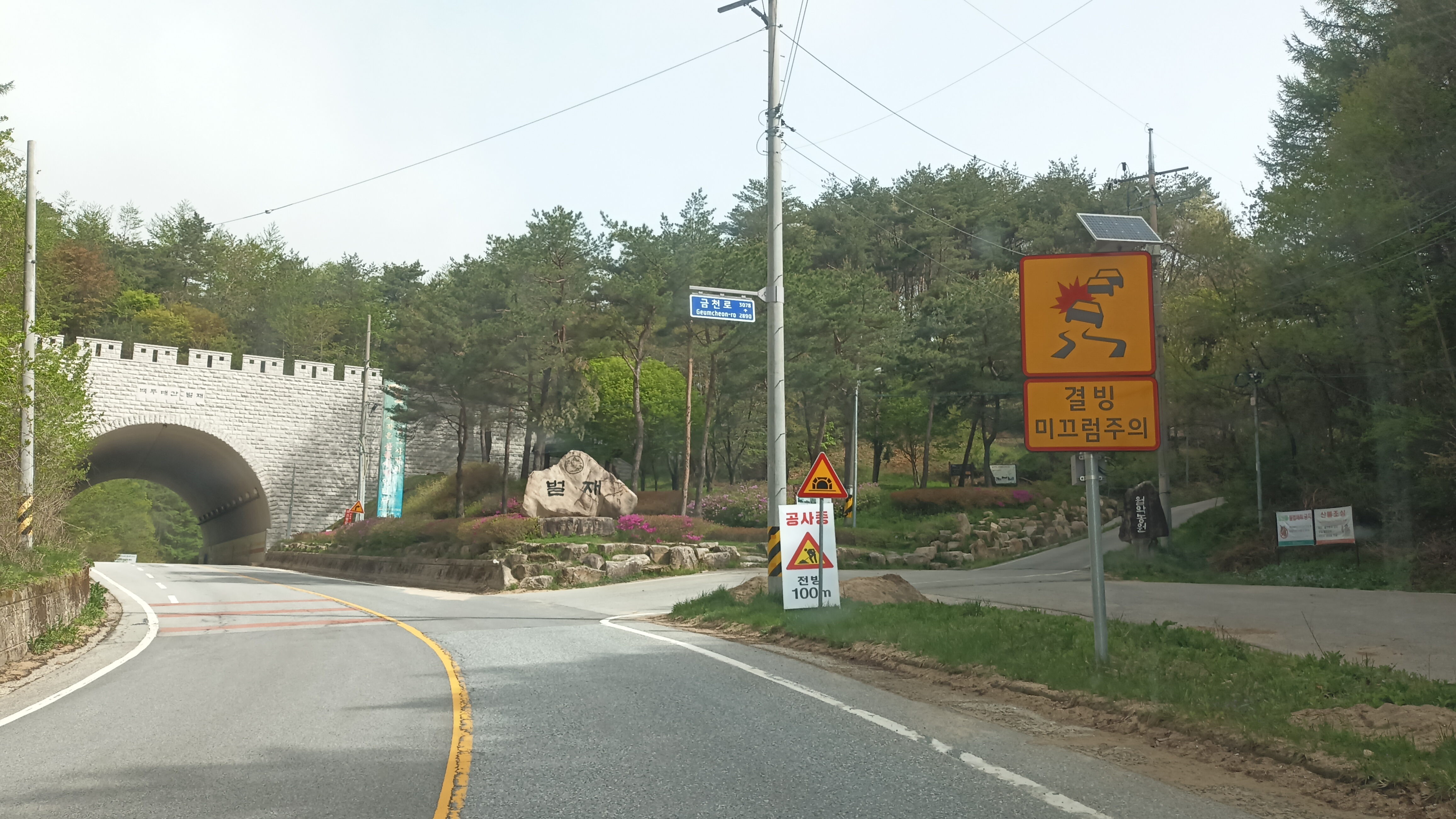
문경시 동로면 적성리의 벌재와 국도 제59호선 백두대간벌재터널

백두대간(白頭大幹)은 백두산에서 지리산까지 뻗어 내린 겨레의 큰 산줄기이다. 조선시대 이래의 백두대간은 1996년에 북한에서 발표한 백두대산줄기와는 서로 다른 개념이다.산경표의 백두대간은 백두산에서 계곡이나 강을 건너지 않고 산줄기만으로 지리산까지 이어지는 큰 줄기를 지칭한다.

## 이름과 의미
백두대간(白頭大幹)은 한반도의 뼈대를 이루는 산줄기로, 황해와 동해를 거쳐 낙동강 수계의 분수령이 된다. 이 산줄기는 백두산에서 시작하여 동쪽 해안선을 따라 남쪽으로는 지리산까지 이어진다. 총 길이가 1,625 km이고 지리산에서 향로봉까지의 남한 구간만 해도 690 km에 이른다. 각 지방을 구분 짓는 경계선은 삼국 시대에는 국경으로 조선 시대에는 행정 경계로 쓰였다. 그리고 각지의 언어와 풍습 등이 나누는 기준도 되었다. 백두대간은 한국의 풍속, 언어 등을 이해하는 주요 바탕이 된 것이다.

## 백두대간의 주요 산과 고개
- 백두산 (2,744m)
- 두류산 (2,309m)
- 추가령 (752m)
- 금강산 (1,638m)
- 향로봉 (1,296m)
- 진부령 (542m)
- 미시령 (826m)
- 마등령 (1,220m)
- 설악산 (1,708m)
- 한계령 (920m)
- 점봉산 (1,424m)
- 구룡령 (1,013m)
- 오대산 (1,563m, 비로봉) - 분수계는 두로봉(1,421m)을 지나감
- 진고개 (960m)
- 선자령 (1,157m)
- 대관령 (832m)
- 능경봉 (1,123m)
- 닭목령 (700m)
- 화란봉 (1,069m)
- 삽당령 (680m)
- 석병산 (1,055m)
- 백복령 (750m)
- 청옥산 (1,404m)
- 두타산 (1,353m)
- 덕항산 (1,071m)
- 삼수령 (935m)
- 매봉산 (1,303m)
- 금대봉 (1,418m)
- 두문동재 (1,268m)
- 함백산 (1,573m)
- 만항재 (1,330m)
- 화방재 (950m)
- 태백산 (1,567m)
- 구룡산 (1,346m)
- 도래기재 (750m)
- 선달산 (1,236m)
- 마구령 (820m)
- 소백산 (1,440m)
- 죽령 (689m)
- 벌재 (625m)
- 황장산 (1,077m)
- 포암산 (962m)
- 하늘재 (525m)
- 문경새재 (조령, 642m)
- 조령산 (1,017m)
- 이화령 (548m)
- 백화산 (1,063m)
- 희양산 (999m)
- 대야산 (931m)
- 조항산 (951m)
- 속리산 (1,058m)
- 화령재 (320m)
- 백학산 (615m)
- 추풍령 (200m)
- 황악산 (1,111m)
- 우두령 (720m)
- 민주지산 (1,242m) - 분수계는 삼도봉(1,177m)을 지나감
- 덕산재 (544m)
- 대덕산 (1,290m)
- 덕유산 (1,614m, 향적봉) - 분수계는 백암봉(1,480m)과 남덕유산(1,507m)을 지나감
- 육십령 (734m)
- 백운산 (1,279m)
- 봉화산 (920m)
- 사치재 (500m)
- 고남산 (846m)
- 만복대 (1,433m)
- 성삼재 (1,102m)
- 노고단 (1,507m)
- 벽소령 (1,350m)
- 지리산 (1,915m)

## 백두대간 종주
《사람과 산》2009년 11월호 특별부록인 〈1대간 9정맥 GPS 종주지도집〉에서는 백두대간의 대한민국 내 지리산~향로봉 부분을 24개 구간으로 나누고 종주하는 데 (겨울이 아니라면) 50일이 걸린다고 계산하였다. 그리고 하루 운행거리는 도상거리 10 km, 동계시 8 km를 제시하였다.

### 산불방지를 위한 입산통제 기간
산림청은 봄철 가을철에 전국 대부분의 산지에 대하여 입산 통제를 시행하고 있다. 이 기간은 관할 국유림관리사무소에 따라 차이가 발생할 수 있으며, 백두대간 종주 구간의 경우 통제가 되지 않고 있는 구간들도 있다. 또한 기상 상황에 따라서도 기간이 조정되기도 한다. 국립공원의 입산 통제 기간은 산림청의 통제 기간과는 통상 약간의 차이가 있다. 해당 구간에 대한 통제 사항은 산림청, 혹은 해당 국립공원을 통해 확인할 수 있다.
- 봄철 입산 통제 기간 :  매년 2월 1일 ~ 5월 15일
- 가을철 입산 통제 기간 : 매년 11월 1일 ~ 12월 15일
- http://hiking.kworks.co.kr/ 산림청 입산가능등산로 정보안내서비스

## 백두대간 정중앙
산림청은 백두산에서 지리산까지 전체 백두대간의 정중앙 지점은 휴전선 북쪽으로 40 ㎞ 올라간 강원도 [[평강군] 지점이고, 남한 구간의 정중앙 지점은 문경시 동로면 황장산~벌재 지역이라고 결론 지었다.

## 같이 보기
- 백두대간연구소
- 백두대간진흥회
- 산경표
- 대동여지도
- 산경표 톺아읽기
- 우리가 몰랐던 백두대간-백두대간교육론
- 한반도 산맥체계 재정립 연구
- 조선의 산줄기
- 태백산맥은 없다
- 한글산경표
- 한국민족문화대백과사전
- 조선향토대백과사전

## 참고 문헌 및 링크
- 김영표·임은선·김연준, 「한반도 산맥체계 재정립 연구 - 산줄기 분석을 중심으로」, 2004
- 「산맥지도의 격돌이 시작된다」, 한겨레21, 2005.1.
- 2005년 ‘새산맥지도’ 둘러싼 산맥 개념 논쟁 2라운드, 더사이언스, 2007.12.[깨진 링크(과거 내용 찾기)]
- 사람과산 2009년 11월호 특별부록 - 1대간 9정맥 1000명산 GPS 종주지도집
- 김우선, 『산경표 톺아읽기』, 민속원, 2021
- 김우선 외, 『우리가 몰랐던 백두대간-백두대간교육론』, 도트북, 2024
- 현진상, 『한글산경표』, 풀빛, 2000
- 양보경, 「조선시대 자연인식체계」,『한국사시민강좌』 14, 일조각, 1994
- 양보경, 「조선시대 백두대간 개념의 형성」,『진단학보』 83, 진단학회, 1997
- 사회과학원, 『조선의 산줄기』, 1996
- 권혁재, 「한국의 산맥」, 『대한지리학회』, 35-3, 대한지리학회, 2000
- 조석필, 『태백산맥은 없다』, 도서출판 사람과 산, 1997.